# Triaenodes jubatus
Triaenodes jubatus là một loài Trichoptera trong họ Leptoceridae. Chúng phân bố ở miền Australasia.